# 샨티 호건
제임스 프란시스 "샨티" 호건(James Francis Shanty Hogan, 1906년 3월 21일~1967년 4월 7일)은 미국의 프로 야구 선수이다. 1925년부터 1937년까지 메이저 리그 베이스볼(MLB)에서 포수로 뛰었다. 선수 시절 6 피트 1 인치 (1.85 m)와 240 파운드 (110 kg)의 큰 체구를 가진 편이었다.